# Gospa od brze pomoći
Gospa od brze pomoći (francuski: Notre Dame de Bon Secours) rimokatolički je naslov Blažene Djevice Marije povezan s drvenom pobožnom slikom Gospe s Djetetom koja se nalazi u New Orleansu u Louisiani u Sjedinjenim Američkim Državama. Slika je usko povezana s časnom sestrom od sv. Mihaela poglavaricom uršulinki iz New Orleansa.
Papa Pio IX. odobrio je javnu pobožnost pod nazivom Gospa od brze pomoći 21. rujna 1851. i odredio 8. siječnja kao blagdan zahvalnosti posvećen tome. Papa Lav XIII. dodijelio je papinski dekret o kanonskoj krunidbi slike 21. lipnja 1894. Obred krunidbe izvršio je nadbiskup Francis Janssens u kolovozu 10. studenog 1895.
Slika je također poznata po svojoj povezanosti s američkim predsjednikom Andrewom Jacksonom koji je bio prisutan ispred slike tijekom i nakon Bitke za New Orleans protiv britanske invazije. Pod ovim marijanskim naslovom, Djevica Marija je određena kao glavna zaštitnica Louisiane i Nadbiskupije New Orleansa prema papinskoj buli od 13. lipnja 1928. godine. Slika je trenutno pohranjena u nacionalnom svetištu Naše Gospe od brze pomoći u New Orleansu, dok se njezin blagdan slavi 8. siječnja.
Francuske časne sestre uršulinke prve su stigle u Louisianu u SAD 1727. Redovnice su osnovale samostan i najstariju školu za djevojčice na području današnjeg SAD-a, Uršulinsku akademiju, koja je obrazovala djecu europskih kolonista, Indijanaca i djecu lokalnog kreolskog naroda, robova ili slobodnih. Španjolske časne sestre došle su pomoći rastućoj školi 1763. nakon što je Louisiana pala pod španjolsku kontrolu.
Godine 1800. teritorij se vratio pod francuski posjed, a 1803. većina sestara, bojeći se antiklerikalnog raspoloženja Francuske revolucije, pobjegla je u Havanu na Kubu. Kad je Louisiana prešla pod kontrolu Sjedinjenih Država, sestre su predsjedniku poslale pismo s upitom hoće li nova vlada poštivati njihova vlasnička prava. Pozitivan odgovor predsjednika Thomasa Jeffersona i dan danas se čuva u samostanu.
U Hrvatskoj se nalazi Svetište Gospe od brze pomoći u Slavonskom Brodu.